# Palude di Casalbeltrame
Palude di Casalbeltrame este o arie protejată (arie specială de conservare — SAC, sit de importanță comunitară — SCI, arie de protecție specială avifaunistică — SPA) din Italia întinsă pe o suprafață de 651 ha, integral pe uscat.

## Localizare
Centrul sitului Palude di Casalbeltrame este situat la coordonatele 45°25′39″N 8°30′06″E / 45.4275°N 8.5018°E.

## Înființare
Situl Palude di Casalbeltrame a fost declarat sit de importanță comunitară în septembrie 1995 pentru a proteja 33 de specii de animale. Alte tipuri de protecție:
- arie de protecție specială avifaunistică (în octombrie 2006)[2]
- arie specială de conservare (în mai 2017)[1][3][4]

## Biodiversitate
Situată în ecoregiunea continentală, aria protejată conține 2 habitate naturale: Ape stătătoare oligotrofe până la mezotrofe, cu vegetație de Littorelletea uniflorae și/sau de Isoëto-Nanojuncetea, Păduri aluvionare cu Alnus glutinosa și Fraxinus excelsior (Alno-Padion, Alnion incanae, Salicion albae).
La baza desemnării sitului se află mai multe specii protejate:
- păsări (31): privighetoare-de-baltă (Acrocephalus melanopogon), pescăruș albastru (Alcedo atthis), rață pitică (Anas crecca), egretă mare (Ardea alba), stârc roșu (Ardea purpurea), stârc galben (Ardeola ralloides), buhai de baltă (Botaurus stellaris), bătăuș (Calidris pugnax), caprimulg (Caprimulgus europaeus), șerpar (Circaetus gallicus), erete de stuf (Circus aeruginosus), erete vânăt (Circus cyaneus), cristeiul de câmp (Crex crex), gușă vânătă (Cyanecula svecica), egretă mică (Egretta garzetta), șoim călător (Falco peregrinus), muscar-gulerat (Ficedula albicollis), becațină comună (Gallinago gallinago), cocor (Grus grus), piciorong (Himantopus himantopus), stârc pitic (Ixobrychus minutus), sfrâncioc roșiatic (Lanius collurio), becațină mică (Lymnocryptes minimus), stârc de noapte (Nycticorax nycticorax), lopătar (Platalea leucorodia), cresteț pestriț (Porzana porzana), cristei de baltă (Rallus aquaticus), Spatula clypeata, rață cârâitoare (Spatula querquedula), fluierar de mlaștină (Tringa glareola), fluierar cu picioare verzi (Tringa nebularia)
- amfibieni (1): Triturus carnifex
- nevertebrate (1): Ophiogomphus cecilia

Pe lângă speciile protejate, pe teritoriul sitului au mai fost identificate 1 specie de plante, 3 specii de amfibieni, 1 specie de mamifere, 5 specii de nevertebrate, 3 specii de reptile.